# Сараева, Валентина Витальевна
Валентина Витальевна Сараева (род. 08.11.1946) — ткачиха Ивановского меланжевого комбината имени К. И. Фролова Министерства текстильной промышленности РСФСР, гор. Иваново, полный кавалер ордена Трудовой Славы (1991).

## Биография
Родилась 8 ноября 1946 года в деревне Ямская Юрьевецкого района Ивановской области в крестьянской семье. Русская. Окончила школу-восьмилетку, профессионально-техническое училище в городе Вичуга.
В 1966 году поступила работать на Ивановский меланжевый комбинат имени К. И. Фролова ткачихой ткацкого производства. В 1973 году взяла на обслуживание 16 бесчелночных станков СТБ вместо 8 по отраслевой норме. Опыт ее работы был отражен на Выставке достижений народного хозяйства СССР.
Указами Президиума Верховного Совета СССР от 4 марта 1976 года и от 17 марта 1981 года награждена орденами Трудовой Славы 3-й и 2-й степеней соответственно.
Указом Президиума Верховного Совета СССР от 23 мая 1986 года награждена орденом Трудовой Славы 1-й степени, став полным кавалером ордена Трудовой Славы.
Работала на комбинате до выхода на пенсию.
Живет в городе Иваново.

## Награды
Награждена орденами  Трудовой Славы 1-й, 2-й, 3-й степеней:
3 ст. 04.03.1976 № 321649
2 ст. 17.03.1981 № 11215
1 ст. 23.05.1986 № 269
- медалями, в том числе медалями ВДНХ СССР, знаками «Ударник пятилетки», «Победитель социалистического соревнования»»[1].